# Campodorus patagiatus
Campodorus patagiatus là một loài tò vò trong họ Ichneumonidae.